# 트리거 (프로게이머)
트리거(본명: 김의주, 2000년 10월 10일 ~ )는 대한민국의 리그 오브 레전드 프로게이머로 아이디는 Trigger이다. 포지션은 AD 캐리이다.

## 선수 생활
2018년 12월 1일, APK 프린스에 입단하면서 프로 커리어를 시작했다. 2019 서머 시즌 팀의 주전으로 활동하며 팀의 챔피언스 승격에 기여했다. 
2020 스프링 시즌에는 하이브리드에게 밀려 서브 선수로 활동했다. 서머 시즌에서는 주전 경쟁에서 승리하면서 팀의 주전 원딜러로 활동했다. 
2021시즌을 앞두고 LPL의 빅토리 파이브에 입단했다. 입단 초기 괜찮은 모습을 보여주었지만 뒤로 갈수록 좋지 못한 모습을 여러번 보여주었다. 2021년 6월 1일, 팀에서 퇴단했다.
2022시즌을 앞두고 T1의 2군팀에 입단했다. 2022시즌 종료 후 팀에서 퇴단했다.

## 소속팀
| # | 팀명          | 소속 기간             | 소속 리그 | 비고 |
| - | ------------- | --------------------- | --------- | ---- |
| 1 | APK 프린스    | 2018.12.01~2020.11.16 | CK LCK    |      |
| 2 | 빅토리 파이브 | 2021.01.11~2021.06.01 | LPL       |      |
| 3 | T1            | 2021.12.06~2022.11.22 | LCK       |      |

## 수상 내역
- 제닉스 리그 오브 레전드 챌린저스 코리아 서머 2019 준우승